# Del Norte (Colorado)
Del Norte é uma cidade  localizada no estado americano do Colorado, no Condado de Rio Grande.

## Demografia
Segundo o censo americano de 2000, a sua população era de 1705 habitantes.
Em 2006, foi estimada uma população de 1685, um decréscimo de 20 (-1.2%).

## Geografia
De acordo com o United States Census Bureau tem uma área de
2,2 km², dos quais 2,2 km² cobertos por terra e 0,0 km² cobertos por água. Del Norte localiza-se a aproximadamente 2391 m acima do nível do mar.

## Localidades na vizinhança
O diagrama seguinte representa as localidades num raio de 48 km ao redor de Del Norte.